# Две стороны одной медали (альбом)
«Две стороны одной медали» (сокращённо «ДСОМ») — второй официальный, двойной альбом московской рэп-группы «Легенды про…» выпущенный в формате интернет-релиза 30 декабря 2012 года.
Был выложен на хип-хоп портале Rap.ru для свободного скачивания.
В записи альбома участвовал официальный состав группы: Дым, Быба, П.Ё.С. и Ahimas.
Также в записи приняли участие израильская рэп-группа iZReaL и российская певица Искра.
Релиз попал в список лучших альбомов года по версии сайта ProRap.ru.

## История
Альбом записывался на лейблах «ЦАО Records», «Rebel Rex» и «Recordie Records».
18 января 2013 года, группа подписала с ООО «СОЮЗ мобильные развлечения» договор на выпуск диска: официальные продажи стартовали 13 марта. В CD-версию было добавлено два новых трека (песня «Рингтон» в «Светлую сторону», и песня «Снова» в «Тёмную сторону»). Днём ранее альбом стал доступен для покупки в iTunes.

## О песнях
В CD-версию альбома вошло тридцать треков. «ДСОМ» состоит из двух частей: первая, «Светлая сторона медали», состоит из лиричных песен, другая, «Тёмная сторона медали», - из "баттловых" треков.
5 июня 2012 года состоялась премьера клипа «Мои Года». 14 октября 2013 года был показан клип «Снова», в основу которого легли кадры, снятые во время строительства звукозаписывающей студии «REBEL REX».
В ближайшее время планируется съёмки видеоклипов на песни «Вороны» и «Виною всему слова».

## Список композиций

### «Светлая сторона»
| №   | Название             | Музыка                   | Длительность |
| --- | -------------------- | ------------------------ | ------------ |
| 1.  | «Мои года»           | Beatrate                 | 4:50         |
| 2.  | «Громкие разговоры»  | Ahimas                   | 4:03         |
| 3.  | «Бутерброд»          | SWAGGBEATZ               | 2:48         |
| 4.  | «Рингтон»            | Ahimas                   | 3:03         |
| 5.  | «Повод смириться»    | SWAGGBEATZ               | 2:56         |
| 6.  | «Somebody's love»    | SWAGGBEATZ               | 4:36         |
| 7.  | «Кто знал»           | П.Ё.С., Ahimas           | 4:21         |
| 8.  | «Космос»             | Stilobeatz               | 6:05         |
| 9.  | «Лодка»              | Легенды про...           | 4:10         |
| 10. | «Вороны»             | Ahimas                   | 3:53         |
| 11. | «Прости»             | Амир, «RecOrDie Records» | 3:26         |
| 12. | «Колыбельная района» | Stilobeatz               | 4:09         |
| 13. | «Воздух»             | Легенды про...           | 5:21         |
| 14. | «Виною всему слова»  | Ahimas                   | 4:07         |
| 15. | «Не последний трек»  | Stilobeatz               | 4:14         |

### «Тёмная сторона»
| №   | Название                      | Музыка         | Длительность |
| --- | ----------------------------- | -------------- | ------------ |
| 1.  | «Оппозиция молчанию»          | Ahimas         | 3:16         |
| 2.  | «Побег»                       | Амир           | 3:32         |
| 3.  | «Телек»                       | Ahimas         | 4:33         |
| 4.  | «Гарри»                       | Ahimas         | 3:29         |
| 5.  | «Go down»                     | Ahimas         | 3:19         |
| 6.  | «Фак дэт»                     | Ahimas         | 3:57         |
| 7.  | «Х»                           | Максон Prod    | 3:13         |
| 8.  | «Хорошо»                      | Ahimas         | 3:00         |
| 9.  | «Бесконечная пати»            | Ahimas         | 3:58         |
| 10. | «Почему пустеют улицы?»       | Ahimas         | 3:12         |
| 11. | «Дверь»                       | Ahimas         | 5:48         |
| 12. | «Гиганты Слова» (feat. Искра) | Ahimas         | 3:28         |
| 13. | «Толпа» (feat. Искра)         | Ahimas         | 3:36         |
| 14. | «Одеяло» (feat. IZReal)       | Ahimas         | 5:40         |
| 15. | «Снова»                       | Легенды про... | 3:45         |

## Видеоклипы
- 2012 — «Мои года»
- 2013 — «Снова»

## Принимали участие
- iZReaL
- Искра

## Участники записи
Сведения взяты из буклета альбома.
- Запись: «RecOrDie Records»
- Сведение: «RecOrDie Records»
- Скретчи: DJ Prosha
- Дизайн обложки: «ЦАО Records»
- Бэк-вокал: Искра
- Слова:
  - «Светлая сторона медали»:
Дым (1-15);
Быба (1-15);
П.Ё.С. (1-15);
Ahimas (1-15).
  - «Тёмная сторона медали»:
Дым (1-15);
Быба (1-15);
П.Ё.С. (1-15);
Ahimas (1-15);
Искра (12, 13);
 iZReaL (14).
- Музыка:
  - «Светлая сторона медали»:
Ahimas (2, 4, 7, 9, 10, 13, 14);
SWAGGBEATZ (3, 5, 6);
Stilobeatz (8, 12, 15);
Дым (9,13);
Быба (9,13);
П.Ё.С. (9,13);
«RecOrDie» (11);
Beatrate (1);
Амир (11).
  - «Тёмная сторона медали»:
Ahimas (1, 3-6, 8-15);
Быба (15);
П.Ё.С. (15);
Дым (15);
Амир(2);
Максон Prod (7).

## Интересные факты
- Официально дата выпуска «ДСОМ» планировалась на осень 2012 года, но из-за большого количества треков, группа официально завершила альбом лишь в ночь с 29 на 30 декабря[9].
- Первый концерт посвященный выходу альбома группа дала, на удивление, не в Москве (откуда группа родом), а в Минске, 15 января 2013 года.[10]
- В альбоме отсутствуют скиты.